# Ray’s Moods
Ray’s Moods – album amerykańskiego muzyka Raya Charlesa, wydany w 1966 roku.

## Lista utworów
| 1.  | "What-Cha Doing In There (I Wanna Know)" (C. Sessions)          | 2:22  |
|     |                                                                 |       |
| 2.  | "Please Say You're Fooling" (Bobby Stevenson)                   | 2:43  |
|     |                                                                 |       |
| 3.  | "By the Light of the Silvery Moon" (Edward Madden, Gus Edwards) | 2:46  |
|     |                                                                 |       |
| 4.  | "You Don't Understand" (Biba Lee Walker)                        | 3:05  |
|     |                                                                 |       |
| 5.  | "Maybe It's Because of Love" (Percy Mayfield)                   | 3:08  |
|     |                                                                 |       |
| 6.  | "Chitlins with Candied Yams" (Ray Charles)                      | 4:40  |
|     |                                                                 |       |
| 7.  | "Granny Wasn't Grinning That Day" (Percy Mayfield)              | 2:08  |
|     |                                                                 |       |
| 8.  | "She's Lonesome Again" (George Riddle)                          | 2:29  |
|     |                                                                 |       |
| 9.  | "Sentimental Journey" (Ben Homer, Bud Green, Les Brown)         | 2:56  |
|     |                                                                 |       |
| 10. | "A Born Loser" (Don Gibson)                                     | 2:13  |
|     |                                                                 |       |
| 11. | "It's a Man's Man's Man's World" (Leroy Kirkland, Pearl Woods)  | 3:23  |
|     |                                                                 |       |
| 12. | "A Girl I Used To Know" (Jack Clement)                          | 2:39  |
|     |                                                                 |       |
|     |                                                                 | 34:32 |
|     |                                                                 |       |